# Cosmos Redshift 7
Cosmos Redshift 7 «también denominada COSMOS Redshift 7, Galaxy Cosmos Redshift 7, Galaxy CR7 o CR7» es una galaxia emisora de alto corrimiento al rojo Lyman-alpha. Con un corrimiento al rojo z = 6.6, la galaxia se observa como fue unos 800 millones de años después del Big Bang, durante la era de reionización. A una distancia de 12 900 millones de años luz, es una de las galaxias más antiguas y distantes conocidas. Su nombre deriva de la abreviatura Cosmos Redshift 7, una medida de su ubicación en términos de tiempo cósmico y su abreviatura fue inspirada en el futbolista portugués Cristiano Ronaldo, conocido popularmente como CR7.
Muestra algunas de las firmas esperadas de las estrellas de la Población III, es decir, la primera generación de estrellas producidas durante la formación temprana de galaxias. Estas firmas se detectaron en un grupo brillante de estrellas azules; el resto de la galaxia contiene estrellas rojas de la Población II.

## Descripción
Cristiano Ronaldo 7 contiene estrellas antiguas de Población II (pobres en metales) y Población III (extremadamente pobres en metales), según los astrónomos, y es tres veces más brillante que las galaxias distantes más brillantes (desplazamiento al rojo, z > 6) detectado hasta el momento de su descubrimiento.

## Descubrimiento
Astrónomos liderados por David Sobral Archivado el 26 de junio de 2019 en Wayback Machine., un lector de Astrofísica de la Universidad de Lancaster, utilizó el Very Large Telescope (VLT) en el Observatorio Europeo Austral, con la ayuda del Observatorio W. M. Keck, el Telescopio Subaru y el Telescopio Espacial Hubble de la NASA/ESA, hizo el descubrimiento. El equipo de investigación incluyó miembros de la Universidad de California, Riverside, Universidad de Ginebra, Universidad de Leiden y Universidad de Lisboa. 